# Hockeyns historia
Hockeyns historia är en dokumentär TV-serie om ishockeyns historia som visades i tre delar i SVT under 2019. Sportjournalisten Jens Lind arbetade på projektet i över tre år och letade efter sällan visat material i SVT:s arkiv. När materialet växte tog han hjälp av Albert Svanberg som redaktör under projektet. Serien premiärvisades i sin helhet på SVT Play 21 april 2019, och sedan på SVT 1 med start 23 april.
Hockeyns historia lanserades av SVT Sport i samband med en ishockeysatsning under 2019 med U18-VM, dam-VM och herr-VM, ett VM som sänds i SVT för första gången på 30 år.

## Avsnitt
1. En sport erövrar ett land
2. "Rör du pucken så dödar jag dig"
3. Kampen mot stormakterna

Det första avsnittet handlar om hur ishockeyn växte sig stor i Sverige på 1950-talet, det andra avsnittet om de första svenskarna i NHL och det tredje om Sovjetunionen mot Kanada, kalla kriget och det svenska ishockeylandslaget under 1980-talet med VM-guldet 1987 som höjdpunkt.

### Fotnoter
1. ↑  ”Svenske Pia Sterner kunde ha blivit första kvinnan i NHL – tackade nej”. www.expressen.se. https://www.expressen.se/sport/hockey/pia-kunde-ha-blivit-den-forsta-kvinnan-i-nhl-tackade-nej/. Läst 22 april 2019.
2. 1 2  ”Leifby: Linds film är ett mästerstycke”. Aftonbladet. https://www.aftonbladet.se/a/awOOzE. Läst 22 april 2019.
3. 1 2  Jens Lind och Albert Svanberg gör en resa i Hockeyns historia - SVT